# حصار المدينة المنورة (1925)
حصار المدينة المنورة هو حصار حدث في عام 1343 هـ/1925، تم من قبل قوات الملك عبد العزيز، وبعد حصار، دام عشرة أشهر، أدرك بعض كبار أهل المدينة، أنه لا محيص عن الاستسلام، ولا بدّ دخولهم في طاعة الملك عبد العزيز. فكتبوا إليه بإبعاد قائد القوات فيصل الدويش عن المدينة،              وأن يرسل أحد أبنائه ليسلموا له. فأرسل الملك ابنه، الأمير محمد بن عبد العزيز. واستسلمت له المدينة، في 19 جمادى الأولى سنة 1344هـ/5 ديسمبر 1925م، شريطة أن يؤمن الأمير محمد أهلها على دمائهم وأموالهم، وأن يسلموه جميع ما للحكومة السابقة، من أموال وعتاد. وكان دخول المدينة في طاعة الملك عبد العزيز، مكسباً، سياسياً وعسكرياً له؛ ونكسة للملك علي ابن الحسين، لأن حاميات المدينة المنورة، كانت تملك أسلحة ومعدات حربية كثيرة.

## الأسباب
بعد فشل مؤتمر الكويت سنة 1342 ومنع الشريف حسين ملك الحجاز أهالي نجد من أداء فريضة الحج لعدم التزامهم بقيد دخول مكة غير مسلحين، أعلن الشريف حسين نفسه خليفة للمسلمين فازداد غيض عبد العزيز آل سعود عليه وعقد مؤتمرا في ذي الحجة 1342هـ ترأسه والده الإمام عبد الرحمن الفيصل وحضرة العلماء وأمراء البلدان وقادة الإخوان ورؤساء القبائل وافتتحه الإمام عبد الرحمن بالإشارة إلى تذمر أهل البلاد من منعهم من الحج ثم شرح الملك عبد العزيز أبعاد الموقف وتوصل الجميع إلى وجوب أداء الحج سلماً أو عن طريق القوة، وكان من الخطوات العسكرية التي اتخذها عبد العزيز آل سعود أن أرسل قوة من اتباعه إلى حدود العراق وقوة أخرى من قبيلتي حرب وشمر إلى حدود الاردن،وتسببت بغارات على شرق الاردن وكان يتزعمها عقاب بن محيا وهندي الذويبي وندا بن نهير. وأرسل قوة من 3000 مقاتل بقيادة سلطان بن بجاد والشريف خالد بن لؤي و عقاب بن محيا إلى الحجاز فاستولت على الطائف بعد معركة الطائف في سبتمبر 1924/صفر 1343هـ ثم ضمت قوات الملك عبد العزيز مكة المكرمة وجدة والمدينة المنوره وسائر الحجاز فتم توحيد اقليمي الحجاز ونجد تحت مسمى سلطنة الحجاز ونجد.

## الحصار

### بداية الحصار
قبل خروج السلطان عبد العزيز آل سعود من الرياض أرسل قائده صالح بن عذل في بداية شهر ربيع الثاني 1343 هـ/نوفمبر 1924 على رأس قوة من أهل القصيم وهجـر قبيلة حـرب إلى الحناكية، واختيار الملك عبد العزيز لصالح بن عذل كان لشخصيته القيادية ودبلوماسيته السياسـية التي اكتسبها مع مرور السنيين، فقد كان يبلغ من العمر آنذاك قرابة السبعين عاما، بينما كان مساعده إبراهيم النشمي لم يتجاوز الثلاثين إلا بقليل.
فنزلت قوات العذل بالحناكية ونزل النشمي في ضواحي المدينة محاصرا لها فطال الحصار وأبدى الشريف شحات بن علي مقاومة مستمرة حيث هاجم معسكر النشمي وانتصر عليه، فيقول الشريف شحات أمير المدينة المنورة إلى الشريف الحسين بن علي: «جلالة الملك المعظم. جهزنا عبدكم ولدنا مع عسكره وبعض من حرب على النشمي فكسروه وأسروا 4 أنفار من جماعته».

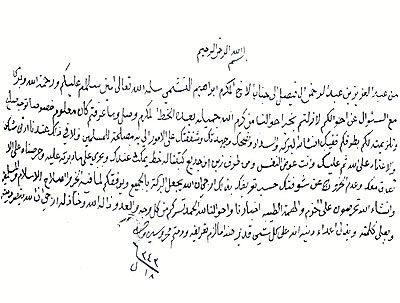
خطاب من الملك عبد العزيز إلى إبراهيم النشمي يثني عليه في قيادته أثناء حصار المدينة.

كان الملك عبد العزيز على اتصال دائم مع قادته، ففي 29 رجب 1343هـ أرسل رسالة إلى إبراهيم النشمي يثني فيها عليه وعلى الأخبار التي يرسلها له، قائلاً: «أحسنت الإفادة بارك الله فيك، وأخبارنا تسركم من جميع الوجوه، بارك الله فيك، مهيب هذي - ليس هذا - أكبر علومك الطيبة، علومك طيبة من قديم». وكان يوصيه بالكتابة إليه باستمرار وتعريفه له بالوضع العسكري في المدينة، في رسالتة له التي يقول فيها: «مع السؤال عن حالكم، أحوالنا الحمد الله جميلة، خطابك المكرم وصل، وما عرفت كان معلوم، أنت إن شاء الله دائم بأخباركم وفصل لنا لا تغفل عن شيء ومن قبل أخبارنا تسركم الحمد الله».
ثم في 18 شوال 1343هـ/11 مايو 1925 أمر الملك عبد العزيز صالح بن عذل بالتوجه شمالاً بقواته إلى الحناكية ليقطع سكة حديد الحجاز، ويمنع وصول الإمدادات إلى حامية المدينة من شرق الأردن، وإبقاء إبراهيم النشمي مكانه في قيادة القوات المحاصرة للمدينة، وكان ذلك في نص الوثيقة المؤرخة في 18 شوال 1343هـ، التي يقول فيها الملك عبد العزيز: «من عبد العزيز بن عبد الرحمن الفيصل إلى جناب الأخ إبراهيم النشمي - سلمه الله تعالى - سلام الله عليكم ورحمته وبركاته، مع السؤال عن أحوالكم لا زلتم بخـير أحوالنا من كرم الله جميلة، معه الخط المكرم وصل وما عرفتم كان معلوم خصوصاً توجه صالح وتلزيمته لكم بطرفكم، ففيك إن شاء الله البركة والسداد، ونصحك وجهدك وشفقتك على الأمور التي بها مصلحة للمسلمين، فلا في ذلك عندنا أدنى شك، والاعتماد على الله ثم عليك، وأنت عوض النفس، ومن طرف زبن بن جديع كتبنا له خط يمكث عندك ويجري على ما دبرته عليه وحرصناه على الاتفاق معـك، وعدم الخروج عن شوفتك حسب تعريفك بذلك». وبها أشارت هذه الوثيقة، إلى أن إبراهيم النشمي أصبح قائداً للحصار مع تكليف زبن بن جديع أمير لواء هجرة الدليمية من حرب بالمكوث معه في حصار الحامية.
عمل إبراهيم النشمي على سياسة الحصار المرنة، وقد شجعه الملك عبد العزيز على ذلك، فبعث إليه برسالة يوصيه فيها بالاستمرار على هذه السياسة واستخدام الحزم في الحصار في 27 ذو القعدة 1343هـ/29 يونيو 1925، حيث قال: «ما عرفت كان معلوم مخصوص من قبل أخبار المدينة، واجتهادك والسياسة معهـم، وأنك إن شاء الله ترجي أنك تدخلها بسياسة، أرجي إن شاء الله يحقق علم الخـير. وأنت إن شاء الله فيك بركة لا تذخر الأمور الذي فيها حزم وسياسة ودارجهم علـى كل علم، إذا الله هداهم هو المطلوب وإلا المسلمين مثل ما ذكرنا لك عازمين بعـد الحج يرسلون لهم قوة كافية».
في أثناء ذلك جهز الملك عبد العزيز حملة عسكرية بقيادة ابن عمه الأمير سعود الكبير بن عبد العزيز آل سعود والشريف خالد بن لؤي فإتجهت شمالاً والتقت في طريقها من رابغ على أحمد بن سالم، الذي كان يعسكر في بدر، فقص على القيادة كيفية هجوم الشريف شاكر بن زيد أمير ينبع عليه وتقهقر قواته من المكان. وبعد ذلك تحرك مسار الحملة فساروا إلى بدر واشتبكوا في وقعة مع المدافعين انتهت بإنتصار الحملة النجدية، فعاد ابن سالم إلى مركزه، وأكملت الحملة مسيرها إلى أن احتلت ينبع وعسكرت فيها، إنتظاراً للأوامر.

### شدة الحصار
بعد موسم حج عام 1343هـ/1925 بعث الملك عبد العزيز إلى جهات المدينة كلاً من فيصل الدويش وعبد المحسن الفرم، واصبح فيصل الدويش قائداً للحصار، ومع أن المدينة أصبحت محاصرة فقد وصلت اليها أسلحة وأطعمة من الاردن، مما شجع حاميتها على الخروج ومهاجمة المحاصرين لها لكنها تكبدت خسائر فادحه فعادت اليها.
توجهت بعض قوات الحصار بقيادة فيصل الدويش ودخل العوالي دون قتال، ونزل في مزارع الشريف شحات وأخيه محمد، ووصلوا إلى مسجد قباء، واشتبك مع قوات الحامية، بعد ذلك استغلت حكومة الشريف علي هذه الحادثة؛ فأعلنت أخباراً مختلفة عن ذلك. فقامت حكومات الأشراف في الأردن والعراق ومندوب حكومة الشريف علي في مصر باستغلال الحادثة؛ للضغط على الملك عبد العزيز لإيقاف الحرب في الحجاز، فأثاروا الأخبار في العالم الإسلامي، وصوروا أن هناك حروباً ضارية تحدث في المدينة، وأن قبة المسجد النبوي تقصف بالمدافع. فبعث ملك مصر الملك فؤاد برقية إلى الملك عبد العزيز في 21 صفر 1344هـ/30 أغسطس 1925 قال فيها: «إن الحرب القائمة حول المدينة المنورة قد أقلقت خواطر المسلمين قاطبة؛ لما عساه يحدث من تأثيرها في الأماكن النبوية المقدسة التي نجلها جميعاً، ونحافظ على آثارها الكريمة، ولا يخفى على عظمتكم ما لهذه الأماكن من الحرمة التي توجب أن تكون بعيدة عـن كل أذى رغم ما يقتضيه أي نزاع أو خلاف. ولكن ما نعتقده في شديد غيرتكم الدينية لما يطمئن قلوبنا والمسلمين عامة على صيانة الحرم النبوي الشريف وآثار السلف الصالح بالمدينة، والسلام عليكم ورحمة الله وبركاته.. الملك فؤاد».
فرد الملك عبد العزيز على الملك فؤاد ببرقيـة بتاريخ 26 صفر 1344هـ/15 سبتمبر 1925، قائلاً: «حضرة صاحب الجلالة ملك مصر العظيم الملك فؤاد دامت معاليه، إني أشكركم من صميم فؤادي على غيرتكم الدينية، وإني أقدر ما شرحتموه في برقيتكم حق قدره. إن حرم المدينة كحرم مكة نفديه بأرواحنا وكل ما نملك، وإن ديننا يحمينا عن الإتيان بأي
حدث في المدينة المنورة، وسنحافظ على آثار السلف وكل ماهو في المدينة المنورة ممـا يهم كل مسلم المحافظة عليه. إن العدو يحاول أن يشوه وجهة جهادنا بما يفتريه من الكذب والبهتان، يحاول أن ينال بالبهتان ما عجز عنه بالسنان؛ ولكن الحق أبلج، والله مؤيد دينه وآخذ بناصية أهله ولو كره المبطلون، هذا وأرجو أن تقبلوا تحياتي واحترامي.. السلطان عبد العزيز بن عبد الرحمن آل سعود.
لم تؤثر هذه الحادثة على سير المعارك حول المدينة؛ حيث بقيت محاصرة من قبل القوات بقيادة فيصل الدويش التي تنتظر استسلام الحامية، وأرسل الملك عبد العزيز إلى فيصل الدويش بالاكتفاء بحصارها حتى تستسلم.

## استسلام الحامية

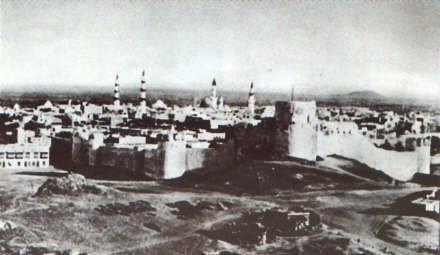
صورة تظهر جزء من سور المدينة قديماً.

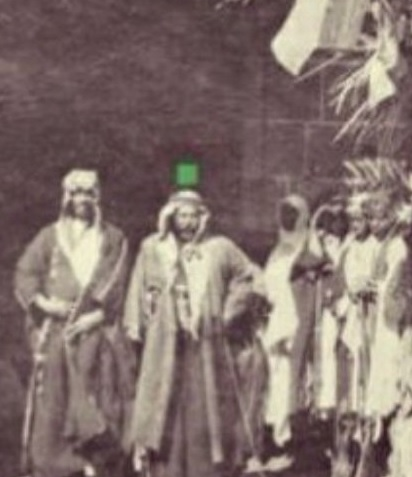
الشريف شحات بن علي والي المدينة أثناء الحصار.

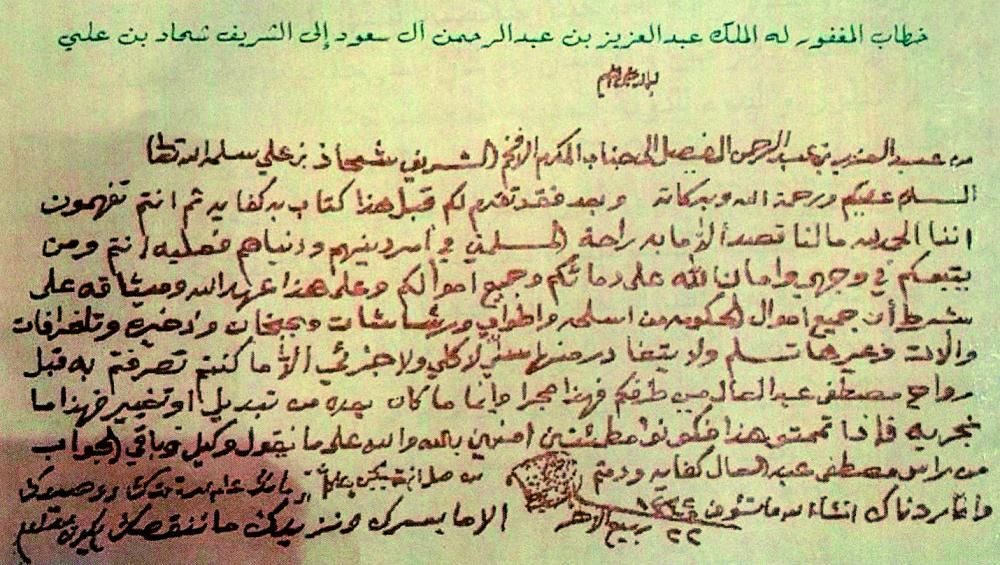
خطاب الملك عبد العزيز إلى الشريف شحات بن علي، والي المدينة.

بعد مرور عشرة أشهر على حصار المدينة، أصبح أهل المدينة يخرجون جماعات من شدة ما يعانونه من الجوع، وبدأ يظهر على الحامية آثار الحصار؛ حيث بدأت أموال الشريف شحات بن علي في النقصان، ولم يكن لديه مورد مالي يساعده. ولم يكن في استطاعة الشريف علي المحاصر في جدة إرسال المال إلى الحامية أو مساعدتها، حيث إنه كان في ضيق شديد. ومع اشتداد الحصار على حامية المدينة، وعدم وصول المساعدات إليهم مـن الشريف علي، ووصول أخبار الانتصارات التي كانت تحققها الجيوش السعودية المنتشرة في الحجاز جعل صبر الحامية ينفد. مما دفع الشريف شحات إلى الاجتماع مع بعض أهل المدينة والتشاور معهم في تسليم المدينة للملك عبد العزيز، فقرروا إرسال رسالة مع أحد تجار المدينة يسمى مصطفى عبد العال. فخرج من المدينة إلى مخيم إبراهيم النشمي الذي استقبله ثم أرسله بعد ذلك إلى الملك عبد العزيز في بحرة في منتصف ربيع الآخر 1344هـ/نوفمبر 1925. ومعه كتاب أهل المدينة المنورة متضمناً طلبهم تسلمها بشرط تأمينهم على أموالهم وأرواحهم، وابعاد فيصل الدويش، وأن يتسلم المدينة أحد أبنائه؛ عند ذلك أمر الملك عبد العزيز فيصل الدويش ومن معه من الأخوان بالرحيل، وإرسال ابنه الثالث الأمير محمد على رأس قوة تقدر في 200 من رجال الملك عبد العزيز وبعض أفراد أسرته ومعه كتاب الأمان من والده إلى جميع أهل المدينة المنورة.

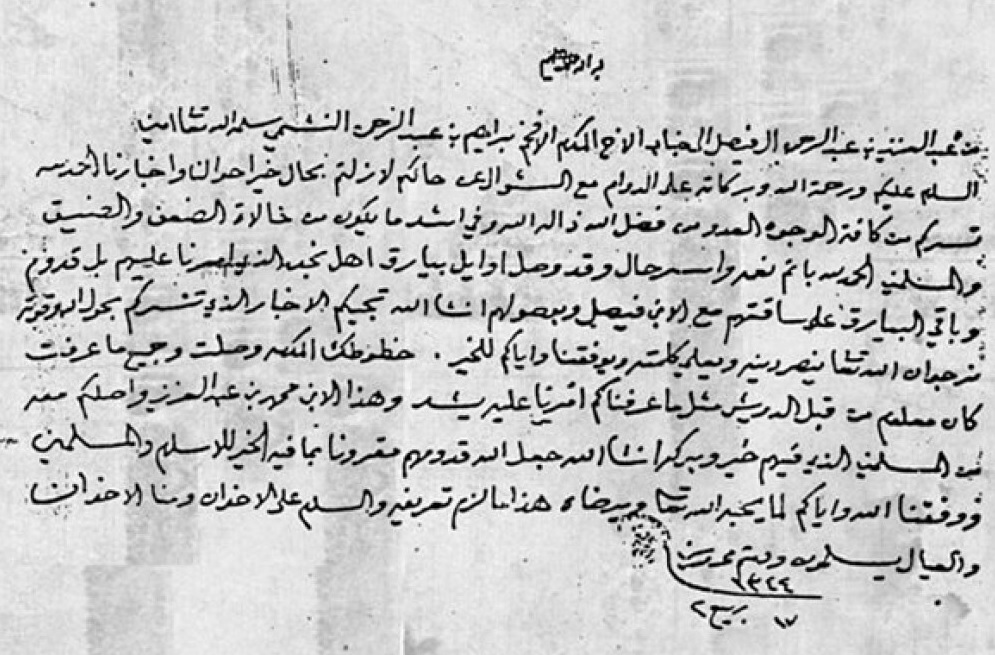
خطاب من الملك عبد العزيز إلى إبراهيم النشمي، يبين فيه وصول الأمير محمد للمدينة وأمره لفيصل الدويش بالرحيل.

حيث غادر الأمير محمد مكة في مساء الاثنين 22 ربيع الآخر 1344هـ/9 نوفمبر 1925. ولما علم الشريف علي بكتاب أهل المدينة غضب من الشريف شحات ومصطفى عبد العال، لكن كان موقف الشريف علي لا يسمح له بإبعاد الشريف شحات عن إدارة المدينة في ذلك الوقت الحرج، ففضل على متابعته بدلاً من أن يثير على نفسه مشكلة جديدة. فقام وكيل إمارة المدينة الشريف أحمد بن منصور وقائد حاميتها عبد المجيد باشا، بإرسال برقيات إلى دول العالم الإسلامي يكذبون فيها أخبار جريدة أم القرى بأن أهل المدينة يطلبون التسليم. وعندما وصل الأمير محمد إلى أسوار المدينة بعث إلى من فيها بكتاب الأمان الذي يحمله من والده الملك عبد العزيز لأهل المدينة؛ ولكن الرسول الذي بعثه تأخر، فأرسل بعـض رجاله لمخاطبة الحامية؛ ولكن رجال الحامية لم يسمحوا لهم بالاقتراب ولم يردوا عليهم. عند ذلك أمر الملك عبد العزيز أبنه الأمير محمد بتشديد الحصار حول المدينة.
طلب قادة الحامية من الشريف علي بن الحسين إرسال المساعدات بالطائرة، فما كان منه إلا أن وعدهم بأنه سوف يرسل لهم الطائرة، لكن الحصار اشتد على قادة الحامية، ولم تصل الطائرة التي وعدهم بها الشريف علي، وبدأ الضعف بين رجال الحامية؛ حيث أخبروا الشريف علي في 10 جمادى الآولى 1344هـ/27 نوفمبر 1925 أنه ليس لديهم أرزاق إلا لثلاثة أيام، وأن القوات السعودية في ازدياد، وبدأت تشد عليهم الحصار. ولما تيقن رجال الحامية أن لا فائدة من البرقيات التي يرسلها الشريف علي، بعث قائد المدينة عبد المجيد باشا وعزت عمير كتاباً إلى الأمير محمد يطلبان ملاقاته، وأنهما سيخرجان في الساعة الرابعة من صباح الجمعة في 18 جمادى الأولى من المدينة، ولما حضرا استقبلهما الأمير محمد، وفاوضاه على التسليم على شرط إعطاء الأمان لجميع الجنود والضباط والأهالي، فأعطاهم الأمير محمد الأمان. ثم في صباح يوم السبت 19 جمادى الأولى 1344هـ/5 ديسمبر 1925 دخل الأمير ناصر بن سعود وعبد الله الفضل. وعزت - قائد الخطة - إلى المدينة مع فريق من الجنود، فاستلموا قلعة سلع وما فيها من ذخائر وعتاد، ووضعوا فيها قوة عسـكرية، ثم تسلموا جميع المواقع العسكرية والمواقع الحكومية ومقر الإمارة، ثم توجه الأمير ناصر بن سعود وعدد من رجاله مع عبد المجيد باشا إلى الإمارة. وكتبت وثيقة الصلح، كتبها عبد الله القين وصالح رفة. ثم في صباح الأحد 20 جمادى الأولى/6 ديسمبر توجه وفد من أهل المدينة إلى مخيم الأمير محمد من ضمنهم: عزت باشا وحسن عجب وذياب ناصر. وتحرك بعد ذلك الأمير محمد بجنوده مع وفد أهل المدينة متوجهاً إليها، فوصل إلى دائرة البرق، ثم سار هو ومن معه إلى باب السور؛ حيث استقبله الشريف أحمد بن منصور والشريف شحات بن علي، فسلموا عليه وأعلنوا له ولوالده الملك عبد العزيز الولاء، ثم توجه بعد ذلك إلى المسجد النبوي الشريف؛ حيث صلى فيه، ثم توجه إلى مقر الإمارة ومعه الشريفان وكبار القادة، وبدأ يستقبل أهل المدينة الذين أخذوا يتوافدون عليه معلنين الطاعة. أصبحت المدينة المنورة تابعة للحكم السعودي مع دخول قوات الأمير محمد بن عبد العزيز لها في 19 جمادى الأولى 1344هـ/5 ديسمبر 1925؛ حيث بقي ثلاثة أيام يستقبل أهالي المدينة المنورة، وفي اليوم الرابع عقد الأمير محمد اجتماعاً كبيراً مع أعيان المدينة وأهلها وكبار موظفيها في دار البلدية، وخير القاطنين فيها من الضباط والموظفين من أهل الشام والعراق وليبيا والنجديين الذين كانوا يعملون مع الحكومة الهاشمية بين البقاء في المدينة أو الرحيل إلى أية جهة يفضلونها.

## ما بعد التسليم
عين الملك عبد العزيز ابنه محمد أميراً على المدينة بعد أن طلب أهلها أن يكون تسليمها لأحد أبنائه، فقام بتأسيس أجهزة الحكم والإدارة؛ فبقي في ديوان الإمارة إسماعيل حفظي. وقائد الشرطة مهدي بك. وقاضي المحكمة الشرعي الأول إبراهيم عبد القادر البري ويعاونه القاضي عبد الله الخليفي. وولي الخزينة النبوية محمد إبراهيم القاضي. وعين الشيخ زين العابدين مديراً للحرم، وعين الشيخ أحمد كماخي. لإدارة المعارف.
وهكذا نظم الأمير محمد أجهزة الإدارة في المدينة، ثم اجتمع الأمير محمد مع أهل المدينة في المسجد النبوي يوم السبت 24 جمادى الآخرة 1344هـ/8 يناير 1926، وبايعوا والده ملكاً على الحجـاز، وأرسل برقية إلى والده، وبعد انتهاء الأمير محمد من تنظيم مؤسسات الحكم، سافر في 3 رجب 1344هـ/18 يناير 1926 بعد أن ترك وكيله إبراهيم بن سالم السبهان وكيلاً للإمارة وعين ذياب أبو بكر مساعداً له.
كان اختيار الملك عبد العزيز لإبراهيم السبهان وكيلاً للإمارة لمعرفته بأهلها، وهو أحد أعيان أهل حائل وله صلات كبيرة فيهم؛ فهو ليس من أهل نجد فيخافه أهل المدينة، ولا من أهل المدينة فيميل معهم.